# Foolad FC
El Foolad Khuzestan Football Club es un equipo de fútbol de Irán que juega en la Iran Pro League, la liga de fútbol más importante del país.
Fue fundado en el año 1986 en la ciudad de Ahvaz, en el Estado de Khuzestán y su nombre se debe a una industria en la ciudad, obteniendo el ascenso a la máxima categoría en el año 1995, donde 5 años después creó una academia de fútbol de donde salieron jugadores como Iman Mobali, Arash Afshin, Bakhtiar Rahmani y Kaveh Rezaei, todos integrantes en algún momento de la Selección de fútbol de Irán. Posee una rivalidad con el Esteghlal FC en el llamado Derby de Ahvaz. Ha sido campeón de Liga en 1 ocasión y 1 vez finalista de la Supercopa.
A nivel internacional ha participado en 2 torneos continentales, donde su mejor participación ha sido en la Recopa de la AFC del año 1995, en la que avanzó hasta los cuartos de final.

## Palmarés
- Iran Pro League: 2

2005, 2014
- Copa Hazfi: (1)

2020-21
- Supercopa de Irán: 1

2021

## Participación en competiciones de la AFC
- Recopa de la AFC: 1 aparición

1995 - Cuartos de final
- Liga de Campeones de la AFC: 2 apariciones

2006 - Fase de grupos
2015 - Fase de grupos

## Jugadores destacados
| - Mohammad Alavi - Ali Badavi - Sohrab Bakhtiarizadeh - Yahya Golmohammadi - Hossein Kaebi - Mojahed Khaziravi - Adel Kolahkaj - Ebrahim Mirzapour - Iman Mobali - Jalal Kameli Mofrad - Ahmad Momenzadeh - Pejman Montazeri - Gholamreza Rezaei - Naeim Saadavi - Behnam Seraj | - Omid Sharifinasab - Emad Mohammed Ridha - Carlos - Armando Sá - Erfan Olerum - Fábio Hempel - Fábio Januário - Mahmud Qurbanov - Rashad Sadygov - Mladen Bartolović - Jaba Mujiri |

## Entrenadores Desde 1996
| - Homayoun Shahrokhinejad (1996–97) - Lefteh Sebaradaran (1997–98) - Majid Bagherinia (1998–99) - Vinko Begović (1999–03) - Luka Bonačić (2003–04) - Mladen Frančić (2004–06) - Nenad Nikolić (2006) - Mohammad Mayeli Kohan (2006–07) | - Abdollah Veisi (2007) - Nenad Nikolić (2007) (interino) - Augusto Inácio (2007–08) - Guilherme Farinha (2008) - Majid Jalali (2007–09) - Luka Bonačić (2009) - Majid Jalali (2009–12) - Hossein Faraki (2012-2014) - Dragan Skocic (2014- |

## Números retirados
12 – Barra Brava